# Acrocercops telestis
Acrocercops telestis là một loài bướm đêm thuộc họ Gracillariidae. Nó được tìm thấy ở Ấn Độ (Bihar).
Ấu trùng ăn các loài Mallotus repandus, Trewia species (bao gồm Trewia nudiflora), Cinnamomum, Eugenia cumini, Eugenia jambolana và Gmelina arborea. Chúng có thể ăn lá nơi chúng làm tổ.